# Öpitz
Öpitz is een dorp in de Duitse gemeente Pößneck in het Saale-Orla-Kreis in Thüringen. Het wordt voor het eerst genoemd in een oorkonde uit 1381.  In 1945 werd het dorp bij de gemeente Pößneck gevoegd.